# إدمان الإنترنت
يُعرف اضطراب إدمان الإنترنت (IAD) أيضًا باسم استخدام الإنترنت الإشكالي أو الاستخدام المرضي للإنترنت بشكل عام على أنه استخدام إشكالي قهري للإنترنت، مما يؤدي إلى ضعف كبير في وظيفة الفرد في مجالات الحياة المختلفة على مدى فترة طويلة من الزمن. يتعرض الشباب بشكل خاص لخطر الإصابة باضطراب إدمان الإنترنت أو استخدام الإنترنت الإشكالي 
كانت هذه العلاقات وغيرها بين استخدام الوسائط الرقمية والصحة العقلية قيد البحث والنقاش والمناقشة بين الخبراء في العديد من التخصصات، وأثارت جدلاً من المجتمعات الطبية والعلمية والتكنولوجية. يمكن تشخيص مثل هذه الاضطرابات عندما يشارك الفرد في أنشطة عبر الإنترنت على حساب الالتزام بالوفاء بالمسؤوليات اليومية الواقعة على عاتقه أو السعي وراء اهتمامات أخرى، ودون اعتبار للعواقب السلبية. يمكن للإنترنت أن تعزز أنواع الإدمان المختلفة بما في ذلك الإدمان على المواد الإباحية والإدمان على لعب الألعاب والإمان على مواقع المزادات والإدمان على مواقع الشبكات الاجتماعية والإدمان على تصفح الويب.
لم يتم التعرف على الاستخدام المفرط للإنترنت على أنه اضطراب من قبل منظمة الصحة العالمية أو الدليل التشخيصي والإحصائي للاضطرابات العقلية - النسخة الخامسة (DSM-5) أو التصنيف الدولي للأمراض - النسخة الحادية عشر (ICD-11) . تم تضمين تشخيص اضطراب الألعاب في التصنيف الدولي للأمراض - النسخة الحادية عشر. إن الجدل حول التشخيص يشمل ما إذا كان الاضطراب كيانًا سريريًا منفصلاً أو مظهرًا من مظاهر الاضطرابات النفسية الكامنة. لقد تناول البحث السؤال من مجموعة متنوعة من وجهات النظر، مع عدم وجود تعريفات موحدة أو متفق عليها عالميًا، مما أدى إلى صعوبات في تطوير التوصيات القائمة على الأدلة.
نظرًا لأن المراهقين (بين سن الثانية عشر وسن التاسعة عشر عامًا) والبالغين الناشئين (بين سن العشرين وسن التاسعة والعشرين عامًا) يصلون إلى الإنترنت أكثر من أي فئة عمرية أخرى ويتحملون مخاطر أعلى من الإفراط في استخدام الإنترنت، فإن مشكلة اضطراب إدمان الإنترنت هي الأكثر صلة بالشباب.

## العقابيل

### العقابيل على الصحة العقلية
تشير دراسة مطولة لطلاب المدارس الثانوية الصينية في عام 2010 إلى أن الأفراد الذين يعانون من مخاطر متوسطة إلى شديدة للإدمان على الإنترنت هم أكثر عرضة بمقدار 2.5 مرة لتطوير أعراض الاكتئاب من نظرائهم الخاليين من الإدمان على الإنترنت.

### العقابيل الاجتماعية
إن أفضل دليل موثق على إدمان الإنترنت حتى الآن هو اضطراب الوقت، وهذا بدوره يؤدي لاحقًا إلى التدخل في الحياة الاجتماعية العادية، بما في ذلك الأداء الأكاديمي والمهني والروتين اليومي. لقد كشفت بعض الدراسات أيضًا أن الإدمان على الإنترنت يمكن أن يؤدي إلى اضطراب العلاقات الاجتماعية في أوروبا وتايوان. ومع ذلك فقد لاحظ آخرون أيضًا أن الإدمان على الإنترنت مفيدة لعلاقات الأقران في تايوان.
يذكر الدكتور كيث دبليو بيرد (2005) أن «الفرد مدمن عندما تتأثر الحالة النفسية للفرد، والتي تشمل كل من الحالات العقلية والعاطفية، بالإضافة إلى تفاعلاته الدراسية والمهنية والاجتماعية، وذلك بسبب الإفراط في استخدام [الإنترنت]».
نتيجة لطبيعته المعقدة نجد أن بعض العلماء لا يقدمون تعريفًا لاضطراب إدمان الإنترنت، وطوال الوقت، تُستخدم مصطلحات مختلفة لوصف نفس ظاهرة الاستخدام المفرط للإنترنت. يتم استخدام اضطراب إدمان الإنترنت بالتبادل مع استخدام الإنترنت المثير للمشاكل واستخدام الإنترنت المرضي واضطراب إدمان الإنترنت. في بعض الحالات يُشار إلى هذا السلوك أيضًا باسم الإفراط في استخدام الإنترنت واستخدام الكمبيوتر المثير للمشاكل والاستخدام القهري للإنترنت وإساءة استخدام الإنترنت والاستخدام الضار للإنترنت والاعتماد على الإنترنت.

## العلامات والأعراض

### الأعراض الجسدية
إن الأعراض الجسدية تشمل ضعف جهاز المناعة بسبب قلة النوم وفقدان التمارين وزيادة خطر الإصابة بمتلازمة النفق الرسغي وإجهاد العين والظهر.
إن أعراض الانسحاب قد تشمل الهياج والاكتئاب والغضب والقلق عندما يكون الشخص بعيدًا عن التكنولوجيا. إن هذه الأعراض النفسية قد تتحول إلى أعراض جسدية مثل سرعة ضربات القلب وتوتر الكتفين وضيق التنفس.

## الاضطرابات ذات الصلة

### إدمان القمار على الإنترنت
وفقًا لديفيد هودجينز، أستاذ علم النفس في جامعة كالجاري، تعتبر المقامرة عبر الإنترنت خطيرة مثل المقامرة المرضية. إن إدمان القمار على يُعرف باسم «الاضطراب المنعزل» مما يعني أن أولئك الذين يعانون من مشكلة القمار يفضلون فصل أنفسهم عن الانقطاعات والتشتت. نظرًا لأن المقامرة متاحة عبر الإنترنت، فإنها تزيد من فرصة المقامر الذي يعاني من مشاكل في الانغماس في المقامرة دون أن تؤثر التأثيرات الاجتماعية على قراراتهم. هذا هو السبب في أن هذا الاضطراب أصبح مشكلة في هذا التاريخ من الزمن وهذا هو سبب صعوبة التغلب عليها. تتاح فرصة المقامرة عبر الإنترنت دائمًا تقريبًا في هذا القرن على عكس إتاحة الفرصة فقط في منتدى عام في الكازينوهات في الحياة الحقيقية على سبيل المثال. أصبحت المقامرة عبر الإنترنت شائعة جدًا خاصة بين المراهقين اليوم. يتمتع شباب اليوم بمعرفة أكبر بالبرامج الحديثة ومحركات البحث بالإضافة إلى حاجة أكبر إلى أموال إضافية. لذلك ليس من الأسهل عليهم فقط إيجاد فرص للمقامرة على أي موضوع، ولكن الحافز للحصول على هذه الأموال هو أمر مرغوب فيه بشدة.

### إدمان الألعاب عبر الإنترنت (اضطراب الألعاب عبر الإنترنت)
يعد إدمان ألعاب الفيديو مشكلة معروفة حول العالم. ازدادت نسبة الوقوع والشدة في العقد الأول من القرن الحادي والعشرين، مع ظهور تقنية النطاق العريض، والألعاب التي تسمح بإنشاء الصور الرمزية، وألعاب «الحياة الثانية»، والألعاب المعروفة باسم ألعاب تقمص الأدوار كثيفة اللاعبين على الإنترنت (بالإنجليزية: massive multiplayer online role playing games)‏ واختصارا MMORPG. تمتلك لعبة عالم ووركرافت (بالإنجليزية: World of Warcraftً اختصارا (WoW))‏ أكبر مجتمع ألعاب تقمص الأدوار كثيفة اللاعبين على الإنترنت، وكان هناك عدد من الدراسات حول الصفات التي تسبب الإدمان للعبة. يتراوح مدمنو اللعبة من الأطفال إلى البالغين. ومن الأمثلة المعروفة ريان فان كليف، الأستاذ الجامعي الذي تدهورت حياته عندما انخرط في الألعاب عبر الإنترنت. من الأمثلة أيضا هناك أندرو دوان وهو طبيب حائز على دكتوراه في الطب وذو خلفية بحثية في علم الأعصاب، حارب إدمانه مع ألعاب الفيديو بعد أن قضى أكثر من 20000 ساعة وهو يمارس الألعاب على مدى تسع سنوات.
يمكن اعتبار إدمان الألعاب عبر الإنترنت من منظور نظرية بورهوس فريدريك سكينر حول التكييف الفعال والتي تدعي أن تكرار سلوك معين مرتبط بشكل مباشر بمكافأة هذا السلوك والمعاقبة عليه. إذا تمت مكافأة السلوك فمن المرجح أن يتكرر. إذا تمت معاقبة هذا السلوك فسوف يتم قمعه.
يزعم أورزاك، عالم النفس السريري في مستشفى ماكلين في ماساتشوستس، أن 40 في المائة من لاعبي عالم ووركرافت مدمنون. يقول أورزاك: إن أفضل طريقة لتحسين السلوك المطلوب في الموضوع هي تقديم مكافآت للسلوك الصحيح، ثم ضبط عدد المرات التي يُطلب فيها الموضوع لإظهار هذا السلوك قبل تقديم المكافأة. على سبيل المثال، إذا اضطر الجرذ إلى الضغط على شريط لتلقي الطعام، فسيضغط بشكل أسرع وفي كثير من الأحيان إذا كان لا يعرف عدد المرات التي يحتاج فيها للضغط على الشريط. وإن المكافئ لهذا الأمر في عالم ووركرافت هو قطرات المسروقات الأرجوانية اللون (ذات المستوى الملحمي). غالبًا ما يقضي اللاعبون في عالم ووركرافت أسابيع في البحث عن عنصر خاص يعتمد على نظام فرصة، وأحيانًا يكون مع احتمال 0.01٪ فقط أن يسقطه وحش مقتول. ندرة العنصر وصعوبة الحصول عليه يمنح اللاعب حالة مميزة بين أقرانه بمجرد حصوله على العنصر النادر.
وصف جيم روسيغنول الصحفي المالي الذي يقدم تقارير عن ألعاب الإنترنت كيف تغلب على إدمانه ووجه إجباره إلى اتجاه مرغوب فيه كمراسل لألعاب الإنترنت وثقافة الألعاب.

### اضطراب إدمان التواصل (الكلام القهري)
اضطراب إدمان التواصل (بالإنجليزية: Communication addiction disorder)‏ واختصارا (CAD) هو اضطراب سلوكي مفترض يتعلق بضرورة التواصل المستمر مع الآخرين حتى في حالة عدم وجود ضرورة عملية لمثل هذا التواصل. تم ربط اضطراب إدمان التواصل بالإدمان على الإنترنت. يصبح المستخدمون مدمنين على العناصر الاجتماعية للإنترنت مثل فيسبوك Facebook ويوتيوب YouTube. يصبح المستخدمون مدمنين على التواصل الفردي أو الجماعي في شكل دعم اجتماعي وعلاقات وترفيه. ومع ذلك، فإن التدخل في هذه الأنشطة يمكن أن يؤدي إلى الصراع والشعور بالذنب. يُطلق على هذا النوع من الإدمان استخدام الوسائط الاجتماعية الإشكالي.
إدمان الشبكات الاجتماعية هو اعتماد الأشخاص عن طريق الاتصال والتحديث والتحكم في صفحة الشبكة الاجتماعية الخاصة بهم وأصدقائهم. في الواقع، بالنسبة لبعض الأشخاص، الشيء الوحيد المهم هو أن يكون لديك الكثير من الأصدقاء في الشبكة بغض النظر عما إذا كانوا غير متصلين أو افتراضيين فقط؛ هذا ينطبق بشكل خاص على المراهقين لتعزيز الذات. يستخدم المراهقون أحيانًا الشبكات الاجتماعية لإظهار صورتهم المثالية للآخرين. ومع ذلك، تزعم دراسات أخرى أن الناس يستخدمون الشبكات الاجتماعية للتعبير عن شخصيتهم الحقيقية وليس للترويج لهويتهم المثالية.

### إدمان الواقع الافتراضي
إدمان الواقع الافتراضي هو إدمان لاستخدام الواقع الافتراضي أو البيئات الافتراضية الغامرة. حاليًا، يُشار إلى الوسائط الافتراضية التفاعلية (مثل الشبكات الاجتماعية) بالواقع الافتراضي،  بينما يشير الواقع الافتراضي المستقبلي إلى البيئات أو العوالم المحاكاة بالكمبيوتر. يحذر الخبراء من مخاطر الواقع الافتراضي، ويقارنون استخدام الواقع الافتراضي (في شكله الحالي والمستقبلي) باستخدام المخدرات، مما يجلب مع هذه المقارنات القلق من احتمال أن يصبح المستخدمون مدمنين على الواقع الافتراضي مثل الإدمان على المخدرات.[بحاجة لمصدر]

### إدمان دفق الفيديو
إدمان دفق الفيديو هو إدمان لمشاهدة محتوى الفيديو عبر الإنترنت. يمكن أن يشمل ذلك البرامج التلفزيونية والأفلام ومقاطع الفيديو القصيرة والمحتويات الأخرى. تجربة كل شخص فريدة من نوعها، ولكن قد يعرض الأشخاص الذين يعانون من هذا الإدمان أيضًا علاقة إدمانية بمحتوى الفيديو غير المتصل بالإنترنت أيضًا (مثل التلفزيون وأقراص DVD وأشرطة فيديو الكاسيت VHS وما إلى ذلك.) غالبًا ما يظهر المدمنون سلوكًا نهماً.

## عوامل الخطر

### الصعوبات الشخصية
يُقال أن الصعوبات الشخصية مثل الانطواء والمشاكل الاجتماعية  ومهارات الاتصال الضعيفة وجهاً لوجه  غالبًا ما تؤدي إلى إدمان الإنترنت. توفر العلاقات القائمة على الإنترنت بديلاً آمنًا للأشخاص الذين يعانون من الصعوبات المذكورة أعلاه للهروب من الرفض المحتمل والقلق من الاتصال الشخصي في الحياة الواقعية.

### الدعم الاجتماعي
وجد أن الأفراد الذين يفتقرون إلى الاتصال الاجتماعي الكافي والدعم الاجتماعي يتعرضون لخطر أكبر للإدمان على الإنترنت. يلجأون إلى العلاقات الافتراضية والدعم للتخفيف من وحدتهم. في واقع الأمر إن أكثر التطبيقات انتشارًا بين مدمني الإنترنت هي غرف الدردشة أو الألعاب التفاعلية أو الرسائل الفورية أو وسائل التواصل الاجتماعي. تكشف بعض الدراسات التجريبية أن الصراع بين الآباء والأطفال وعدم العيش مع الأم يرتبط بشكل كبير بالإدمان على الإنترنت بعد عام واحد. تم توضيح عوامل الحماية مثل الاتصال الجيد بين الآباء والأطفال  والتنمية الإيجابية للشباب  ، بدورها، لتقليل مخاطر الإدمان على الإنترنت.

### عوامل نفسية
وجد أن تاريخ الإدمان أو التاريخ النفسي السابق يؤثر على احتمالية الإدمان على الإنترنت. يلجأ بعض الأفراد الذين يعانون من مشاكل نفسية سابقة مثل الاكتئاب والقلق إلى السلوكيات القهرية لتجنب المشاعر غير السارة وحالة مشاكلهم النفسية واعتبار أن إدمان الإنترنت بديل أكثر أمانًا لميل إدمان المخدرات. لكن من غير الواضح بشكل عام من الأبحاث الحالية ما هو السبب وما هو التأثير جزئيًا بسبب حقيقة أن هذا الترافق المرضي شائع بين مدمني الإنترنت.
أكثر حالات المرض المشتركة التي تم ربطها بالإدمان على الإنترنت هي الاكتئاب الشديد واضطراب فرط الحركة المترافق مع نقص الانتباه (بالإنجليزية: attention deficit hyperactivity disorder)‏اختصارا (ADHD). يصل معدل الترافق المرضي لاضطراب فرط الحركة المترافق مع نقص الانتباه والإدمان على الإنترنت إلى 51.6٪.
هناك بعض الجدل حول إن مدمني الإنترنت الذين ليس لديهم سوابق إدمان أو سوابق قصة مرضية نفسية كبيرة يمكن أن يتطور لديهم إدمان لبعض ميزات استخدام الإنترنت مثل: إخفاء الهوية وسهولة الوصول إليها وطبيعتها التفاعلية.

### عوامل أخرى
تم العثور على أن المستوى التعليمي للوالدين والعمر عند أول استخدام للإنترنت وتكرار استخدام مواقع الشبكات الاجتماعية ومواقع الألعاب مرتبطة بشكل إيجابي بالاستخدام المفرط للإنترنت بين المراهقين في بعض الدول الأوروبية وكذلك في الولايات المتحدة الأمريكية.

## التشخيص
يعد تشخيص اضطراب إدمان الإنترنت أمرًا صعبًا من الناحية التجريبية. تم استخدام أدوات الفحص المختلفة للكشف عن اضطراب إدمان الإنترنت. تواجه التشخيصات الحالية عقبات متعددة.

### الصعوبات
نظرًا لحداثة الإنترنت والتعريف غير المتسق لاضطراب إدمان الإنترنت فإن التشخيص العملي بعيد كل البعد عن الوضوح. مع البحث الأول الذي بدأه كمبرلي اس يونغ في عام 1996، كانت الدراسة العلمية لإدمان الإنترنت موجودة منذ أكثر من 20 عامًا. توجد بعض العقبات في إنشاء طريقة تشخيص قابلة للتطبيق لاضطراب إدمان الإنترنت.
- الاستخدام الواسع والشامل للإنترنت: غالبًا ما يكون تشخيص إدمان الإنترنت أكثر تعقيدًا من إدمان المواد، حيث تطور استخدام الإنترنت إلى حد كبير ليصبح جزءًا لا يتجزأ أو ضروريًا من حياة الإنسان. وبالتالي فإن استخدام الإنترنت الذي يسبب الإدمان أو الإشكالية يتم إخفاءه أو تبريره بسهولة.[25] أيضًا، الإنترنت هو إلى حد كبير وسيط مؤيد اجتماعيًا وتفاعليًا ومدفوعًا بالمعلومات، في حين أن سلوكيات الإدمان الأخرى مثل المقامرة غالبًا ما يُنظر إليها على أنها سلوك فردي غير اجتماعي له قيمة قليلة جدًا من الاسترداد الاجتماعي. لا يعاني العديد من مدمني الإنترنت المزعومين من نفس الأضرار التي تلحق بالصحة والعلاقات الشائعة للإدمان الراسخ.[35]
- الاعتلال المشترك المرتفع: غالبًا ما يكون إدمان الإنترنت مصحوبًا باضطرابات نفسية أخرى مثل اضطراب الشخصية والإعاقة الذهنية.[36][37][38][39] وجد أن إدمان الإنترنت مصحوب بتشخيص لاضطراب نفسي آخر من الاضطرابات الموصوفة في الدليل التشخيصي والإحصائي للاضطرابات العقلية - الطبعة الرابعة DSM-IV بنسبة تصل إلى 86٪ من الأوقات.[40] في إحدى الدراسات التي أجريت في كوريا الجنوبية، تبين أن 30٪ من مدمني الإنترنت الذين تم تحديدهم لديهم أعراض مصاحبة مثل القلق أو الاكتئاب و 30٪ لديهم اضطراب ثانٍ مثل اضطراب نقص الانتباه وفرط النشاط (ADHD).[41] وجدت دراسة أخرى في كوريا الجنوبية متوسط يبلغ 1.5 لوجود تشخيص آخر بين مدمني الإنترنت المراهقين. علاوة على ذلك، يُلاحظ في الولايات المتحدة أن العديد من المرضى يلجأون إلى المساعدة الطبية فقط عندما يواجهون صعوبات ينسبونها إلى اضطرابات أخرى. بالنسبة للعديد من الأفراد، يعد الاستخدام المفرط أو الاستخدام غير الملائم للإنترنت مظهرًا من مظاهر الاكتئاب أو اضطرابات القلق الاجتماعي أو اضطرابات التحكم في الانفعالات أو المقامرة المرضية.[42] لا يزال من غير الواضح بشكل عام من الأدبيات الموجودة ما إذا كانت الاضطرابات النفسية الأخرى هي سبب أو مظهر إدمان الإنترنت.

على الرغم من الدعوة إلى تصنيف إدمان الإنترنت على أنه مرض راسخ،  فإنه لا الدليل التشخيصي والإحصائي للاضطرابات العقلية - الطبعة الرابعة DSM-IV الصادر في عام 1995 ولا الدليل التشخيصي والإحصائي للاضطرابات العقلية - الطبعة الخامسة DSM-5 الصادر في عام (2013) يعتبران إدمان الإنترنت اضطرابًا عقليًا. إن فئة فرعية من داء إدمان الإنترنت، هي اضطراب الألعاب عبر الإنترنت تم إدراجها في الدليل التشخيصي والإحصائي للاضطرابات العقلية - الطبعة الخامسة DSM-5 كشرط يتطلب مزيدًا من البحث ليتم اعتباره اضطرابًا كاملاً وذلك في مايو 2013. تتضمن مسودة منظمة الصحة العالمية للمراجعة الحادية عشرة للتصنيف الدولي للأمراض (ICD-11) المقرر نشرها في 2018 اضطراب الألعاب. لا يزال هناك جدل كبير حول ما إذا كان ينبغي تضمين داء إدمان الإنترنت في الدليل التشخيصي والإحصائي للاضطرابات العقلية - الطبعة الخامسة DSM-5 والاعتراف به كمرض عقلي بشكل عام.

### أدوات المسح
الأدوات المستندة إلى الدليل التشخيصي والإحصائي للاضطرابات العقلية DSM
معظم المعايير التي يستخدمها البحث هي تعديلات على الاضطرابات النفسية المدرجة (على سبيل المثال، القمار المرضي) في كتيب الدليل التشخيصي والإحصائي للاضطرابات العقلية (DSM) .
اعتمد الدكتور إيفان ك. غولدبرغ، الذي طرح مفهوم إدمان الإنترنت لأول مرة، بعض المعايير لتشخيص اضطراب إدمان الإنترنت على أساس الدليل التشخيصي والإحصائي للاضطرابات العقلية - الطبعة الرابعة DSM-IV، بما في ذلك «الأمل في زيادة الوقت على الشبكة» و «الحلم بالشبكة». من خلال تكييف معايير الدليل التشخيصي والإحصائي للاضطرابات العقلية - الطبعة الرابعة DSM-IV للمقامرة المرضية، اقترح الدكتور كيمبرلي اس يونغ في عام 1998 واحدة من أولى مجموعات المعايير المتكاملة، وهي الاستبيان التشخيصي ليونغ (YDQ)، المخصص للكشف عن إدمان الإنترنت. إن الشخص الذي يستوفي أي خمسة من المعايير الثمانية المعدلة سيعتبر مدمنًا على الإنترنت:
1. الانشغال بالإنترنت
2. الحاجة إلى زيادة الوقت الذي يقضيه الشخص متصلا بالإنترنت للوصول إلى تحقيق نفس القدر من الرضا
3. الجهود المتكررة للحد من استخدام الإنترنت
4. التهيج أو الاكتئاب أو المزاجية عندما يكون استخدام الإنترنت محدودًا
5. البقاء على الإنترنت لفترة أطول من المتوقع
6. تعريض وظيفة أو علاقة للخطر نتيجة لاستخدام الإنترنت
7. الكذب على الآخرين بشأن مقدار الوقت الذي يقضيه الشخص متصلا بالإنترنت
8. استخدام الإنترنت كوسيلة لتنظيم وتعديل المزاج.

في حين أن تقييم الاستبيان التشخيصي ليونغ (YDQ) المخصص لتشخيص اضطراب إدمان الإنترنت يتميز بالبساطة وسهولة الاستخدام، فقد أكد كيث دبليو بيرد وإيف ام ولف في عام 2001 أيضًا أن جميع المعايير الخمسة الأوائل (بالترتيب أعلاه) وواحد على الأقل من المعايير الثلاثة الأخيرة يجب أن يتم استيفاءها (بالترتيب أعلاه) لتحديد إدمان الإنترنت وذلك من أجل تقييم أكثر ملاءمة وموضوعية.
لقد قام الدكتور يونغ أيضًا بتوسيع تقييم الاستبيان التشخيصي ليونغ (YDQ) المكون من ثمانية أسئلة ليصل إلى اختبار إدمان الإنترنت (بالإنجليزية: Internet Addiction Test)‏ اختصارا (IAT) الأكثر استخدامًا الآن،  والذي يتكون من 20 عنصرًا مع كل منهامقياس ليكرت المكون من خمس نقاط. إن الأسئلة المدرجة في اختبار إدمان الإنترنت توسع في تقييم يونج السابق المكون من ثمانية أسئلة بمزيد من التفصيل وتتضمن أسئلة مثل «هل تصبح دفاعيًا أو سريًا عندما يسألك أي شخص عما تفعله عبر الإنترنت؟» و «هل تجد نفسك تتوقع عندما تتصل بالإنترنت مرة أخرى؟». يمكن العثور على قائمة كاملة من الأسئلة في كتاب الدكتور كيمبرلي اس يونغ لعام 1998 عالق في الشبكة: كيفية التعرف على علامات إدمان الإنترنت واستراتيجية ناجحة للتعافي ومقالات الأطباء لورا ويديانتو وماري مكموران عام 2004 بعنوان الخصائص السيكومترية لاختبار إدمان الإنترنت. تتراوح درجة الاختبار من 20 إلى 100 وتشير القيمة الأعلى إلى استخدام أكثر إشكالية للإنترنت:
- 20–39 = مستخدمي الإنترنت متوسطي الدرجة،
- 40–69 = مستخدمي الإنترنت المحتمل أن يمثلوا مشكلة
- 70–100 = مستخدمي الإنترنت الذين يعانون من مشاكل

بمرور الوقت، تم تطوير عدد كبير من أدوات الفحص لتشخيص إدمان الإنترنت، بما في ذلك اختبار إدمان الإنترنت ومخزون السلوك الإدماني المتصل بالإنترنت (IRABI) ومخزون إدمان الإنترنت الصيني (CIAI)  ومقياس التقييم الذاتي لإدمان الإنترنت الكوري (KS Scale) ومقياس استخدام الإنترنت القهري (CIUS) ومقياس استخدام الإنترنت الإشكالي المعمم (GPIUS) ومقياس عواقب الإنترنت (ICONS) ومقياس استخدام الإنترنت الإشكالي (PIUS) من بين أمور أخرى، يُظهر اختبار إدمان الإنترنت المطور من قبل Young عام 1998 موثوقية داخلية جيدة وصلاحية وقد تم استخدامه والتحقق من صحته في جميع أنحاء العالم كأداة فحص.
على الرغم من أن طرق الفحص المختلفة تم تطويرها من سياقات متنوعة إلا أن أربعة أبعاد تظهر نفسها عبر جميع الأدوات:
- الاستخدام المفرط : الاستخدام القهري للإنترنت والاستخدام المفرط للوقت عبر الإنترنت؛
- أعراض الانسحاب : أعراض الانسحاب بما في ذلك المشاعر مثل الاكتئاب والغضب، مع تقييد استخدام الإنترنت؛
- التسامح : الحاجة إلى معدات أفضل، وزيادة استخدام الإنترنت، والحاجة إلى المزيد من التطبيقات / البرامج؛
- التداعيات السلبية: تسبب استخدام الإنترنت في عواقب سلبية في جوانب مختلفة، بما في ذلك الأداء الإشكالي في المجالات الاجتماعية أو الأكاديمية أو العمل.

في الآونة الأخيرة، زعم الباحثان مارك د. غريفيث في عام 2000 والدكتور جايسون سي نورثروب وزملاؤه في عام 2015 أن الإنترنت في حد ذاته هو ببساطة الوسيلة وأن الناس مدمنون في الواقع على العمليات التي يسهلها الإنترنت. استنادًا إلى اختبار يونغ للإدمان على الإنترنت  قام نورثروب وشركاؤها بتحليل مقياس إدمان الإنترنت إلى أربع عمليات إدمان:
1. لعب ألعاب الفيديو عبر الإنترنت
2. الشبكات الاجتماعية عبر الإنترنت
3. النشاط الجنسي عبر الإنترنت
4. تصفح الويب.

تم إنشاء اختبار إدمان عملية الإنترنت (IPAT) لقياس العمليات التي يدمن عليها الأفراد.
تم اتهام طرق الفحص التي تعتمد بشكل كبير على معايير الدليل التشخيصي والإحصائي للاضطرابات العقلية بأنها تفتقر إلى توافق في الآراء من قبل بعض الدراسات، ووجدت أن نتائج الفحص الناتجة عن التدابير السابقة المتجذرة في معايير الدليل التشخيصي والإحصائي للاضطرابات العقلية غير متسقة مع بعضها البعض. نتيجة للدراسات التي يتم إجراؤها في سياقات متباينة، تقوم الدراسات باستمرار بتعديل المقاييس لأغراضها الخاصة، مما يفرض تحديًا إضافيًا للتوحيد القياسي في تقييم اضطراب إدمان الإنترنت.
أدوات السؤال الواحد
يحاول بعض العلماء والممارسين أيضًا تعريف إدمان الإنترنت بسؤال واحد، عادةً ما يكون استخدام الوقت للإنترنت. ومع ذلك، فإن المدى الذي يمكن أن يتسبب فيه استخدام الإنترنت في عواقب صحية سلبية ليس واضحًا من هذا الإجراء. هذا الأخير مهم لتحديد ما إذا كان ينبغي تعريف إدمان الإنترنت على أنه اضطراب عقلي.

### تصنيف
كما أشار كثير من العلماء أن الإنترنت يخدم مجرد وسيط والذي يمكن من خلاله تحقيق مهام ذات طبيعة متباينة. يعتبر علاج السلوكيات الإدمانية المتباينة تحت نفس المصطلح الشامل مشكلة كبيرة.
يؤكد الدكتور كيمبرلي اس. يونغ في عام 1999أن إدمان الإنترنت مصطلح واسع يمكن أن يتحلل إلى عدة أنواع فرعية من السلوك ومشاكل التحكم في الانفعالات، وهي:
- الإدمان على الإنترنت : الاستخدام القهري لمواقع البالغين على الإنترنت والجنس السيبربورن (انظر إدمان الجنس عبر الإنترنت)
- إدمان العلاقات السيبرانية : المشاركة المفرطة في العلاقات عبر الإنترنت
- صافي الإكراهات : الهوس عبر الإنترنت أو التسوق أو المتاجرة اليومية
- الإغراق المعلوماتي : تصفح الويب الإجباري أو البحث في قاعدة البيانات
- إدمان الحاسوب : الهوس باللعب بألعاب الكمبيوتر (انظر إدمان ألعاب الفيديو)

للحصول على وصف أكثر تفصيلاً للاضطرابات ذات الصلة يرجى الرجوع إلى قسم الاضطرابات ذات الصلة أعلاه.

## المعالجة
تنبع التدخلات والاستراتيجيات الحالية المستخدمة كعلاجات لإدمان الإنترنت من تلك التي تمارس في اضطراب تعاطي المخدرات. في غياب «بحث مناسب منهجيًا»، لا يتم دعم برامج العلاج بشكل جيد. العلاج النفسي هو النهج الأكثر تطبيقًا. من الناحية العملية، عادةً ما تبتكر مراكز إعادة التأهيل مجموعة من العلاجات المتعددة.

### العلاج النفسي
العلاج المعرفي السلوكي
تم تطوير العلاج المعرفي السلوكي الخاص بإدمان الإنترنت (CBT-IA) على غرار علاجات اضطراب السيطرة على الانفعالات.
يتضمن هذا العلاج عدة جوانب رئيسية:
- تعلم استراتيجيات إدارة الوقت
- الاعتراف بفوائد الإنترنت وأضرارها المحتملة
- زيادة الوعي الذاتي والوعي بالآخرين ومحيط المرء
- تحديد «محفزات» «سلوك الشراهة» على الإنترنت مثل تطبيقات الإنترنت المعينة والحالات العاطفية والإدراك غير القادر على التكيف وأحداث الحياة
- تعلم إدارة العواطف والتحكم في الدوافع المتعلقة بالوصول إلى الإنترنت مثل تدريب العضلات أو التنفس
- تحسين مهارات التواصل والتفاعل بين الأشخاص
- تحسين أساليب المواجهة
- تنمية الاهتمامات في الأنشطة البديلة.

يتم تنفيذ ثلاث مراحل في العلاج المعرفي السلوكي الخاص بإدمان الإنترنت:
1. تعديل السلوك للتحكم في استخدام الإنترنت: فحص سلوك الكمبيوتر والسلوك غير الحاسوبي وتدبير وقت مدمني الإنترنت أثناء اتصالهم مع الإنترنت وعندما يكونون غير متصلين مع الإنترنت
2. إعادة الهيكلة المعرفية لتحدي وتعديل التشوهات المعرفية: تحديد وتحدي وتعديل المبررات التي تبرر الاستخدام المفرط للإنترنت
3. علاج تقليل الضرر لمعالجة المشكلات المرضية المشتركة: هذا يتضمن معالجة أي عوامل مرضية مشتركة مرتبطة بإدمان الإنترنت والحفاظ على التعافي ومنع الانتكاس.

لقد وجد أنه من الضروري الاستمرار في العلاج المعرفي السلوكي الخاص بإدمان الإنترنت للأعراض الموجودة لدى المريض لمدة ستة أشهر بعد الانتهاء من العلاج الأساسي.
المقابلات التحفيزية
تم تطوير نهج المقابلات التحفيزية على أساس العلاجات لمدمني الكحول. هذا العلاج هو أسلوب توجيهي يركز على المريض لإحداث تغيير في السلوك من خلال مساعدة المرضى على استكشاف الازدواجية وحلها بأسلوب علاجي محترم. ومع ذلك فإنه لا يوفر للمرضى الحلول أو حل المشكلات حتى يقرر المرضى تغيير السلوك.
يتم تضمين العديد من العناصر الأساسية في هذا العلاج:
- طرح أسئلة مفتوحة
- إعطاء التأكيدات
- الاستماع التأملي

تشمل علاجات العلاج النفسي والاجتماعي الأخرى العلاج الواقعي والعلاج النفسي المعرفي حسب نايكان Naikan والعلاج الجماعي والعلاج الأسري والعلاج النفسي متعدد الوسائط.

### الأدوية
قد يرتبط اضطراب إدمان الإنترنت بمراضة مشتركة لذلك قد يساعد علاج أي اضطراب ذي صلة أيضًا في علاج اضطراب إدمان الإنترنت. عندما عولج المدمنون بمضادات اكتئاب معينة قلل ذلك من الوقت على الإنترنت بنسبة 65٪ كما قلل من الرغبة الشديدة في الاتصال بالإنترنت. إن أكثر مضادات الاكتئاب نجاحًا هي مثبطات امتصاص السيروتونين الانتقائية مثل إسيتالوبرام ومضاد اكتئاب غير متجانس غير منتظم يسمى بوبروبيون. كما أظهر ميثيلفينيديت methylphenidate وهو منشط نفسي أنه ذو تأثيرات مفيدة.

## الانتشار
| معدل انتشار إدمان الإنترنت القائم على البحث | معدل انتشار إدمان الإنترنت القائم على البحث | معدل انتشار إدمان الإنترنت القائم على البحث                              | معدل انتشار إدمان الإنترنت القائم على البحث | معدل انتشار إدمان الإنترنت القائم على البحث     |
| الدولة او المنطقة                           | معدل أو عدد السكان                          | عينة                                                                     | عام                                         | أداة                                            |
| ------------------------------------------- | ------------------------------------------- | ------------------------------------------------------------------------ | ------------------------------------------- | ----------------------------------------------- |
| عالمي                                       | 6%                                          | تقدير قائم على التحليل التلوي                                            | 1994-2012                                   | الاستبيان التشخيصي ليونغ واختبار إدمان الإنترنت |
| آسيا                                        |                                             |                                                                          |                                             |                                                 |
| آسيا                                        | 20٪                                         |                                                                          |                                             |                                                 |
| باكستان                                     | 9٪                                          | 231 طالب طب                                                              | 2020                                        | اختبار إدمان الإنترنت                           |
| الصين                                       | 10.4٪                                       | 10158 يافعًا                                                              | 2016                                        | اختبار إدمان الإنترنت                           |
| هونج كونج                                   | 17-26.7٪                                    | أكثر من 3000 طالب ثانوي                                                  | 2009-2015                                   | اختبار إدمان الإنترنت                           |
| تايوان                                      | 13.8٪                                       | 1708 طالب ثانوي                                                          | غ                                           | الاستبيان التشخيصي ليونغ                        |
| كوريا الجنوبية                              | 2.1٪                                        | تقدير يعتمد على عدد السكان الكوريين الذين تتراوح أعمارهم بين 6 و 19 عامًا | 2006                                        |                                                 |
| اليابان                                     | 2.0٪                                        | 853 مراهقًا تتراوح أعمارهم بين 12 و 15 عامًا                               | 2014                                        | اختبار إدمان الإنترنت                           |
| أوروبا                                      |                                             |                                                                          |                                             |                                                 |
| أوروبا                                      | 4.4٪                                        | 11956 يافعًا في 11 دولة أوروبية                                           | 2009-2010                                   | الاستبيان التشخيصي ليونغ                        |
| ألمانيا                                     | 1.5 مليون                                   | تقدير يعتمد على عدد السكان الألمان                                       | غ                                           |                                                 |
| إسبانيا                                     | 16.3٪                                       | 40955 مراهق في المدرسة تتراوح أعمارهم بين 12-17 سنة                      | 2016                                        | مقياس استخدام الإنترنت الإشكالي - أ             |
| النرويج                                     | 0.7٪                                        | 3399 فردًا تتراوح أعمارهم بين 16 و 74 عامًا                                | 2007                                        | الاستبيان التشخيصي ليونغ                        |
| المملكة المتحدة                             | 18.3٪                                       | 371 طالب جامعي                                                           | غ                                           | مقياس استخدام الإنترنت الإشكالي                 |
| أمريكا الشمالية                             |                                             |                                                                          |                                             |                                                 |
| الولايات المتحدة الأمريكية                  | 0.3–0.7٪                                    | 2513 بالغًا                                                               | 2004                                        | غير قياسي                                       |

يتم استخدام عينات ومنهجيات وأدوات فحص مختلفة عبر الدراسات.

## المصطلح
تم استحضار فكرة «اضطراب إدمان الإنترنت» في البداية من قبل إيفان ك. غولدبرغ في عام 1995 كمزحة لمحاكاة تعقيد وصلابة الدليل التشخيصي والإحصائي للاضطرابات العقلية (DSM) الصادر عن الجمعية الأمريكية للطب النفسي (APA ). في روايته الأولى، تم وصف اضطراب إدمان الإنترنت على أنه يعاني من أعراض «الأنشطة الاجتماعية أو المهنية المهمة التي تم التخلي عنها أو تقليلها بسبب استخدام الإنترنت» و «التخيلات أو الأحلام حول الإنترنت» و «حركات الكتابة الإرادية أو اللاإرادية للأصابع.» 
لقد أزعج تعريف اضطراب إدمان الإنترنت الباحثين منذ نشأته. بشكل عام لم يتم تقديم تعريف موحد على الرغم من أن هذه الظاهرة قد حظيت بتقدير واسع من الجمهور والباحثين. فيما يلي بعض التعريفات الشائعة الاستخدام.
في عام 1998 عرّف جوناثان جيه كانديل إدمان الإنترنت بأنه «اعتماد نفسي على الإنترنت بغض النظر عن نوع النشاط بمجرد تسجيل الدخول».
لقد تصور عالم النفس الإنجليزي مارك دي غريفيث (1998) إدمان الإنترنت كنوع فرعي من إدمان التكنولوجيا الأوسع وأيضًا نوع فرعي من الإدمان السلوكي.

## المجتمع

### مدمنو الإنترنت والتكنولوجيا المجهولون
تم تأسيس برنامج مدمنو الإنترنت والتكنولوجيا المجهولون (بالإنجليزية: Internet and Technology Addicts Anonymous اختصارا (ITAA))‏ في عام 2009، وهو عبارة عن برنامج مكون من 12 خطوة يدعم المستخدمين في التعامل مع المشكلات الناتجة عن استخدام الإنترنت والتكنولوجيا القهري. تشمل بعض أنواع الإدمان الفرعية الشائعة إدمان الهواتف الذكية وإدمان المشاهدة الشرهة للتلفاز وإدمان وسائل التواصل الاجتماعي. هناك اجتماعات تجري وجهًا لوجه في بعض المدن. كذلك تُعقد الاجتماعات عبر الهاتف / عبر الإنترنت كل يوم من أيام الأسبوع، وفي أوقات مختلفة (بلغات مختلفة) تسمح للأشخاص في جميع أنحاء العالم بالحضور. على غرار الزمالات المكونة من 12 خطوة مثل مفرطو الأكل المجهولون (بالإنجليزية: Overeaters Anonymous)‏ أو مفرطو العمل المجهولون (بالإنجليزية: Workaholics Anonymous)‏ أو مفرطو إدمان الجنس والحب المجهولون (بالإنجليزية: Sex and Love Addicts Anonymous)‏، فإن معظم الأعضاء لا يعرّفون الرصانة على أنها تجنب جميع استخدامات التكنولوجيا تمامًا. بدلاً من ذلك، يأتي معظم أعضاء برنامج مدمنو الإنترنت والتكنولوجيا المجهولون بتعريفاتهم الخاصة عن الامتناع عن ممارسة الجنس أو السلوكيات التي تنطوي على مشاكل، مثل عدم استخدام الكمبيوتر أو الإنترنت في ساعات أو مواقع معينة أو عدم الذهاب إلى مواقع ويب معينة أو فئات من مواقع الويب التي ثبت أنها تمثل مشكلة في الماضي. توفر الاجتماعات مصدرًا للدعم المباشر للأشخاص ومشاركة النضالات والانتصارات وتعلم كيفية العمل بشكل أفضل في الحياة بمجرد إنفاق القليل منها على استخدام التكنولوجيا المثير للمشاكل.

### لا تصفح(بالإنجليزية:NoSurf)‏
يحتفظ مجتمع نو سيرف ريديت (بالإنجليزية: NoSurf Reddit)‏  بقائمة من الموارد والاستراتيجيات المفيدة للأشخاص الذين يحاولون تقليل استخدامهم للإنترنت. يتضمن هذا المجتمع قوائم البرامج التي يستخدمها الأشخاص للتحكم في المواقع التي يزورونها ومتى يزورونها، بالإضافة إلى مجموعة مناقشة تجري على الخلاف (بالإنجليزية: Discord)‏.

## شأن عام
أثار إدمان الإنترنت قلقًا عامًا كبيرًا في آسيا، وتعتبر بعض البلدان إدمان الإنترنت أحد القضايا الرئيسية التي تهدد الصحة العامة ولا سيما بين المراهقين.

### الصين
يشار إلى إدمان الإنترنت عادة باسم «الأفيون الإلكتروني»  أو «الهيروين الإلكتروني» في الصين. تعد حكومة جمهورية الصين الشعبية أول دولة تصنف رسميًا إدمان الإنترنت على أنه اضطراب سريري من خلال التعرف على معايير التشخيص السريري لإدمان الإنترنت في عام 2008. سنت الحكومة العديد من السياسات لتنظيم استخدام المراهقين للإنترنت، بما في ذلك تحديد وقت اللعب اليومي إلى 3 ساعات وطلب تحديد هوية المستخدمين في ألعاب الفيديو عبر الإنترنت.
سوء المعاملة في الصين
في ظل عدم وجود توجيهات من وزارة الصحة الصينية وتعريف واضح لإدمان الإنترنت، ظهرت عيادات علاج مشكوك فيها في البلاد. كجزء من العلاج، تفرض بعض العيادات والمخيمات العقاب البدني على مرضى الإدمان على الإنترنت والبعض أجرى المعالجة بالتخليج الكهربائي (ECT) ضد المرضى، وقد تسبب هذا الأخير في إثارة قلق عام وجدل واسع. تم توثيق بعض ممارسات سوء المعاملة البارزة في التقارير الإخبارية:
واحدة من العلاجات الأكثر شيوعًا للمراهقين المدمنين على الإنترنت في الصين هي رعاية المرضى الداخليين إما في معسكر قانوني أو غير قانوني. يُذكر أنه تم إرسال الأطفال إلى «التصحيح» رغماً عنهم. يتم القبض على بعضهم الآخر وتقييدهم من قبل موظفي المخيم في حين أن بعضهم يتم تخديرهم من قبل والديهم والبعض يتم خداعهم للعلاج.
في العديد من المعسكرات والعيادات كثيرا ما يستخدم العقاب البدني «لتصحيح» اضطراب إدمان الإنترنت. تشمل أنواع العقوبة البدنية التي تمارس على سبيل المثال لا الحصر:
- المشي لمسافات طويلة لمسافات طويلة
- القرفصاء الشديدة
- الوقوف
- الجوع
- الحبس.[41][99][100][101]

بعد الإبلاغ عن حالة وفاة أحد المراهقين المدمنين على الإنترنت بسبب الإساءة الجسدية في عام 2009، منعت الحكومة الصينية رسميًا العنف الجسدي «لفطم» المراهقين عن الإنترنت. لكن تم الإبلاغ عن حالات متعددة من إساءة المعاملة والوفاة لمدمني الإنترنت بعد الحظر.
من بين مراكز إعادة التأهيل من إدمان الإنترنت التي تستخدم العقاب البدني في العلاج، تعد أكاديمية يوتشانغ في نانتشانغ بمقاطعة جيانغشي الأكثر جدلا. في عام 2017 اتُهمت الأكاديمية باستخدام العقاب البدني الشديد ضد الطلاب ومعظمهم من مدمني الإنترنت. زعم الطلاب السابقون أن الأكاديمية ضربت الطلاب الذين يعانون من مشاكل باستخدام مساطر حديدية و«ضربتهم بكابلات فولاذية سميكة الأصابع» وحبس الطلاب في زنازين صغيرة لمدة أسبوع. ظهرت عدة حالات انتحار تحت ضغط كبير.
في نوفمبر 2017 توقفت الأكاديمية عن العمل بعد تعرض إعلامي مكثف وتدخل الشرطة.
المعالجة بالتخليج الكهربائي
في الصين، تستخدم المعالجة بالتخليج الكهربائي (ECT) بشكل قانوني لمرض فصام الشخصية واضطرابات المزاج. لقد أثارت ممارساته خارج نطاق المسميات المذكورة سابقا في علاج مدمني الإنترنت المراهقين قلقًا عامًا كبيرًا ووصم الاستخدام القانوني للمعالجة بالتخليج الكهربائي بالعار.
ربما تكون أكثر العيادات المبلغ عنها والمثيرة للجدل التي تعالج اضطراب إدمان الإنترنت هي مستشفى ليني Linyi للطب النفسي في مقاطعة شاندونغ. تأسس مركزها لعلاج إدمان الإنترنت في عام 2006 بواسطة يانغ يونغ شين. تؤكد المقابلات المختلفة ليانغ يونغ شين أن يانغ قد ابتكر علاجًا خاصًا، وهو علاج شينغناو xingnao والذي يعني («إيقاظ الدماغ») لعلاج إدمان الإنترنت. كجزء من العلاج يتم تنفيذ المعالجة بالتخليج الكهربائي بتيارات من 1-5 مللي أمبير. على حد تعبير يانغ، فإن المعالجة بالتخليج الكهربائيتنطوي فقط على إرسال تيار صغير عبر الدماغ ولن يؤذي المتلقي. كمستشفى للأمراض النفسية، يُحرم المرضى من الحرية الشخصية ويخضعون للمعالجة بالتخليج الكهربائي بناءً على إرادة طاقم المستشفى. وقبل الدخول يتعين على الآباء توقيع عقود يقدمون بموجبها وصايتهم على الأطفال جزئيًا إلى المستشفى والاعتراف بأن أطفالهم سيحصلون على المعالجة بالتخليج الكهربائي. في كثير من الأحيان يتم استخدام المعالجة بالتخليج الكهربائي كطريقة عقابية على المرضى الذين يخالفون أيًا من قواعد المركز بما في ذلك «تناول الشوكولاتة وقفل باب الحمام وتناول الحبوب قبل تناول الوجبة والجلوس على كرسي يانغ دون إذن». تم الإبلاغ في مقطع للتلفزيون الصيني القناة الثانية عشر CCTV-12 أن آلة المعالجة بالتخليج الكهربائي المعروفة باسم دي اكس تو إيه DX-IIA تستخدم لتصحيح إدمان الإنترنت. تم الكشف لاحقًا عن أن الجهاز غير قانوني ولا يمكن تطبيقه تحت السن القانوني  ويمكن أن يسبب ألمًا شديدًا وتشنجًا عضليًا للمتلقي. وقف العديد من المرضى الذين عولجوا سابقا في المستشفى فيما بعد وذكروا أن المعالجة بالتخليج الكهربائي الذي تلقوه في المستشفى كان مؤلمًا للغاية ومزق رؤوسهم  وحتى تسبب في سلس البول. يمكن الوصول إلى مقابلة مع مركز علاج إدمان الإنترنت في مستشفى ليني Linyi للطب النفسي عبر الرابط التالي. نظرًا لعدم وضوح سلامة هذه الطريقة ولا فعاليتها قامت وزارة الصحة الصينية بحظر المعالجة بالتخليج الكهربائي في علاج اضطراب إدمان الإنترنت في عام 2009.
الأدوية
في عيادة يانغ يضطر المرضى إلى تناول أدوية نفسية  بالإضافة إلى جيوفانجين Jiewangyin، وهو نوع من الأدوية اخترعه بنفسه. ومع ذلك لم يتم تقييم فعالية أو قابلية تطبيق الدواء.
الإيذاء الجسدي والموت
لقد كشفت وسائل الإعلام عن وجود حالات من الإيذاء الجسدي والموت في العيادات ومراكز إعادة التأهيل، حيث ذكرت وسائل الإعلام أن هناك إثني عشر حالة على الأقل من الاعتداء الجسدي في السنوات الأخيرة بما في ذلك سبع حالات وفاة.
في عام 2009، عُثر على سينشان دينغ البالغ من العمر 15 عامًا ميتًا بعد ثماني ساعات من إرساله إلى مركز إدمان الإنترنت في ناننينغ بمقاطعة قوانغشي. وبحسب ما ورد تعرض الشاب للضرب على أيدي مدربيه أثناء تواجده في المركز.
في عام 2009، نُقل مراهق آخر يبلغ من العمر 14 عامًا، وهو ليانج بو، إلى المستشفى مع وجود ماء في الرئتين وفشل كلوي بعد هجوم مماثل في مقاطعة سيتشوان.
في عام 2014، توفي لينغلينغ غو البالغ من العمر 19 عامًا في مركز إدمان الإنترنت بإصابات متعددة في الرأس والرقبة في مدينة زينغتزو بمقاطعة هينان.
في عام 2016، بعد الهروب من مركز لإعادة التأهيل من إدمان الإنترنت، قامت فتاة تبلغ من العمر 16 عامًا بتقييد والدتها وتجويعها حتى الموت انتقاما من إرسالها للعلاج في مقاطعة هيلونغجيانغ.
في أغسطس 2017، عُثر على الصبي لي آو البالغ من العمر 18 عامًا، ميتًا نتيجة تأثره بإصابات مع وجود عشرون ندبة وكدمات خارجية وذلك بعد يومين من إرسال والديه له إلى معسكر تدريب على الطراز العسكري في مدينة فويانغ بمقاطعة آنهوي.

### كوريا الجنوبية
نظرًا لكونها متصلة عالميًا بالإنترنت وتتباهى بالألعاب عبر الإنترنت كرياضة احترافية، فإن كوريا الجنوبية تعتبر إدمان الإنترنت من أخطر القضايا الاجتماعية  وتصفه بأنه «أزمة وطنية». ما يقرب من 80 ٪ من سكان كوريا الجنوبية لديهم هواتف ذكية. وفقًا للبيانات الحكومية، يعاني حوالي مليوني شخص من سكان البلاد (أقل من 50 مليونًا) من مشكلة إدمان الإنترنت، وحوالي 68000 مراهق تتراوح أعمارهم بين 10 و 19 عامًا مدمنون على الإنترنت، وهو ما يمثل حوالي 10 ٪ من السكان المراهقين. حتى جيل الشباب يواجه نفس المشكلة: ما يقرب من 40٪ من الأطفال الكوريين الجنوبيين الذين تتراوح أعمارهم بين ثلاث إلى خمس سنوات يستخدمون الهواتف الذكية أكثر من ثلاث مرات في الأسبوع. وفقًا للخبراء، إذا تم تحفيز الأطفال باستمرار بواسطة الهواتف الذكية خلال فترة الرضاعة، فإن عقولهم ستكافح لتحقيق التوازن بين النمو وخطر إدمان الإنترنت.
يُعتقد أنه بسبب إدمان الإنترنت حدثت العديد من الأحداث المأساوية في كوريا الجنوبية: قتلت أم، والتي سئمت من لعب الألعاب عبر الإنترنت، ابنها البالغ من العمر ثلاث سنوات. ترك زوجان، وهما مهووسان بألعاب تربية الأطفال عبر الإنترنت، ابنتهما الصغيرة تموت بسبب سوء التغذية. قتل مراهق يبلغ من العمر 15 عامًا والدته لعدم السماح له باللعب عبر الإنترنت ثم انتحر. طعن مدمن ألعاب الإنترنت أخته بعد أن لعب ألعابًا عنيفة. قتل مدمن آخر وجرح سبعة آخرين.
رداً على ذلك أطلقت حكومة كوريا الجنوبية أول مركز للوقاية من الإنترنت في العالم، مدرسة الإنقاذ بالقفز فوق الإنترنت (بالإنجليزية: Jump Up Internet Rescue)‏، حيث يتم التعامل مع المراهقين الأكثر إدمانًا بمساعدة مالية حكومية كاملة. اعتبارًا من عام 2007، أنشأت الحكومة شبكة من 140 مركزًا للاستشارات الخاصة بالإدمان على الإنترنت إلى جانب برامج العلاج في حوالي 100 مستشفى. عادةً ما يتم استخدام العلاج بالموسيقى بقيادة المستشارين والمدربين وعلاج الخيول والأنشطة الجماعية الأخرى الواقعية بما في ذلك دورات العوائق ذات النمط العسكري وورش العمل العلاجية حول الفخار والطبول لتحويل انتباه واهتمام المدمنين على الإنترنت عن الشاشات.
في عام 2011، أصدرت الحكومة الكورية «قانون الإغلاق»، المعروف أيضًا باسم «قانون سندريلا»، لمنع الأطفال دون سن 16 عامًا من ممارسة الألعاب عبر الإنترنت من منتصف الليل (12:00) إلى 6 صباحًا 

### اليابان
في اليابان، تجلى اضطراب إدمان الإنترنت في المواطنين مما يؤثر بشكل أساسي على فئة الشباب والمراهقين. يُظهر إدمان الإنترنت لدى الشباب الذكور اتجاهًا في زيادة وقت اللعب على أجهزتهم بينما تُظهر الشابات اتجاهات في استخدام الوسائط الاجتماعية. أصبح إدمان الهواتف الذكية والإنترنت في اليابان ضارًا بالمجتمع من خلال التأثير على التفاعلات الاجتماعية بين الناس وتواصلهم. لقد اعتادوا التفاعل عبر الإنترنت وهواتفهم مما أدى إلى تدهور بعض مهاراتهم الاجتماعية بمرور الوقت.
تحدث العديد من حالات الانسحاب الاجتماعي في اليابان منذ أواخر التسعينيات مما يدفع الناس إلى البقاء في منازلهم معظم الوقت. المصطلح المستخدم لهذا هو هيكيكوموري hikkomori، وهو يؤثر بشكل أساسي على شباب اليابان من حيث أنهم أقل ميلًا لمغادرة مساكنهم. يمكن أن يسهم إدمان الإنترنت في هذا التأثير لأنه يقلل من التفاعلات الاجتماعية ويمنح الشباب سببًا آخر للبقاء في المنزل لفترة أطول. يُقال إن العديد من أشخاص الهيكيكوموريين في اليابان لديهم أصدقاء في ألعابهم عبر الإنترنت، لذلك سيختبرون نوعًا مختلفًا من التفاعل الاجتماعي الذي يحدث في مساحة افتراضية.